# Агілар-дель-Ріо-Алама
Агілар-дель-Ріо-Алама (ісп. Aguilar del Río Alhama) — муніципалітет в Іспанії, у складі автономної спільноти Ла-Ріоха. Населення — 573 осіб (2009).
Муніципалітет розташований на відстані близько 220 км на північний схід від Мадрида, 70 км на південний схід від Логроньйо.

## Демографія
Динаміка населення (INE ):

## Галерея зображень

Розташування муніципалітету